# Corpuscularia lehmannii
Corpuscularia lehmannii är en isörtsväxtart som först beskrevs av Christian Friedrich Frederik Ecklon och Zeyh., och fick sitt nu gällande namn av Schwant.. Corpuscularia lehmannii ingår i släktet Corpuscularia, och familjen isörtsväxter. Inga underarter finns listade i Catalogue of Life.

## Bildgalleri

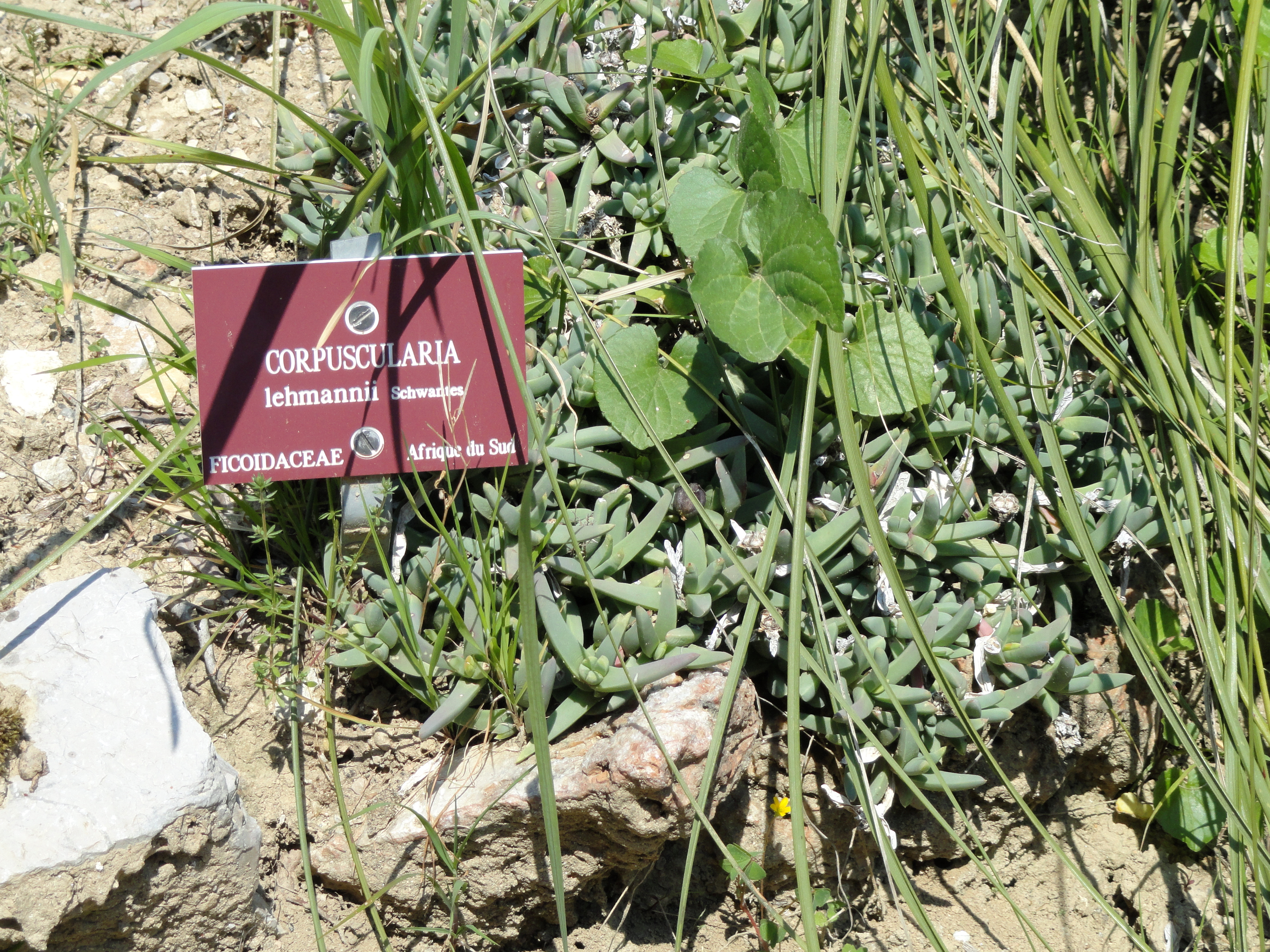